# Pimelopus porcellus
Pimelopus porcellus är en skalbaggsart som beskrevs av Wilhelm Ferdinand Erichson 1847. Pimelopus porcellus ingår i släktet Pimelopus och familjen Dynastidae.

## Underarter
Arten delas in i följande underarter:
- P. p. crassus
- P. p. decipiens